# 圣欧班 (汝拉省)
圣欧班（法語：Saint-Aubin，法語發音：[sɛ̃.t‿obɛ̃] ⓘ）是法国汝拉省的一个市镇，位于该省北部，属于多勒区。

## 地理
圣欧班（47°1'56"N, 5°19'50"E）面积33.76 平方千米，位于法国勃艮第-弗朗什-孔泰大區汝拉省，该省份为法国东部内陆省份，北起上索恩省，西北接科多尔省，西临索恩-卢瓦尔省，南至安省，东与杜省和瑞士接壤。
与圣欧班接壤的市镇（或旧市镇、城区）包括：欧米尔、蒂谢、弗朗克索、阿贝热芒拉龙斯、尚迪韦尔、珀瑟、圣卢、塔沃。
圣欧班的时区为UTC+01:00、UTC+02:00（夏令时）。

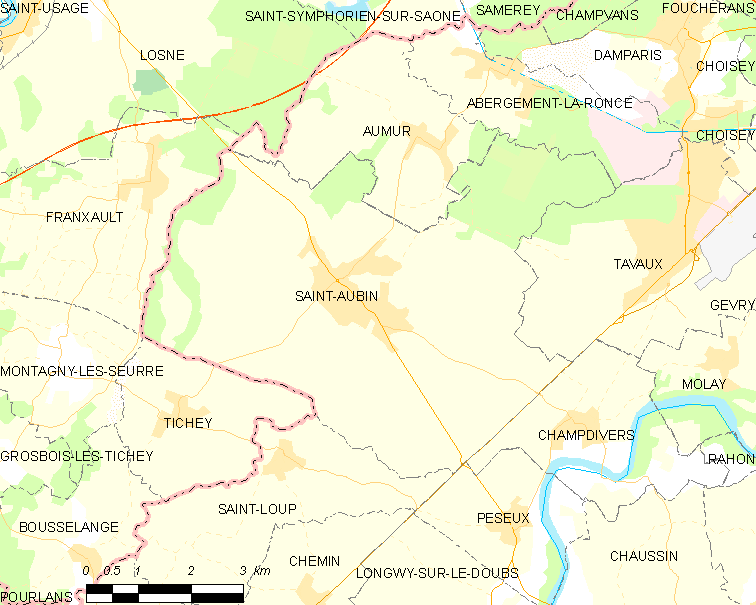
圣欧班的OSM定位图

## 行政
圣欧班的邮政编码为39410，INSEE市镇编码为39476。

## 政治
圣欧班所属的省级选区为塔沃县。

## 人口

圣欧班1962-2008年间人口变化图示

圣欧班于2022年1月1日时的人口数量为1855人。